# Людина-павук: Синій
«Людина-Павук: Синій» (англ. «Spider-Man: Blue») — обмежена серія коміксів зі сценарієм від Джефа Леба та малюнком від Тіма Сейла,  оригінальна серія випускалася видавництвом Marvel Comics з липня 2002 року по квітень 2003 року. Їх творчий дует також працював над такими серіями коміксів, як  «Шибайголова: Жовтий» (Daredevil: Yellow), Hulk: Gray і Captain America: White.

## Сюжет
Це День святого Валентина, і Людина-павук описує себе як почуття «синього». Хоча Ґвен Стейсі, одна з справжньої любові Паркера, померла деякий час тому, він і донині порчовідчуває її. Отже, Людина-павук переказує в магнітофоні, як Ґвен і він закохалися.
Потім серіал розповідає про події з The Amazing Spider-Man # 40–48 і # 63, хоча він перемикає порядок часу і означає, що російський Крейвен-мисливець (Сергій Кравінов), який з'явився в # 47 (квітень 1967), відстає від усіх лиходіїв, які напали на Людину-павука. Він переказує, що Пітер стоїть між Ґвен та Мері Джейн Вотсон, яку побив його друг Гаррі Озборн.
Зрештою, це день Святого Валентина, і Ґвен просить Пітера бути її Валентиною. Пітер заявляє, як її смерть злякала його смерть. Її суперниця Мері Джейн навчила Пітера знову любити, але він розуміє, як сильно сумує за Гвен. Раптом він помічає, як його дружина Мері Джейн слухає. Замість того, щоб гніватися, Мері Джейн відчуває глибоке співчуття до свого чоловіка і каже Пітеру привітатись з Ґвен за неї і сказати їй, що вона також сумує за нею. На цій замітці історія закінчується.